# Spigelianova kila
Spigelianova kila ili lateralna ventralna kila je hernija koja prolazi Spigelianovu fasciju, odnosno njen aponeurotični sloj smešten između pravog trbušnog mišića, medijalno i polumesečaste linije, lateralno. Ovaj se tip kile nalazi ispod linije arkuate (лат. lineae arcuatae), jer tu anatomski ne postoji zadnja lamina fascije pravog trbušnog mišića (лат. m. rectus abdominis). 

## Epidemiologija
Ovo je jako redak tip kile, koji se najčešće javlja kod osoba srednjeg životnog doba. Vrlo dobro je istražen, što potvrđuje podatak da u literaturi postoji preko 1.000 vrlo precizno opisanih kila.

## Klinička slika
Spigelianove kile su obično vrlo male i nalaze se unutar trbušnog zida, tako da su na površini tela teško uočljive. Ako je oteklina vidljiva, prikazaće se u srednjem ili donjem delu trbuha, odmah lateralno uz lateralni ivicu pravog mišića trbuha. 

## Dijagnoza
U dijagnostici su od velikog značenja radiološke metode, posebno ultrasonografija i kompjuterizovana tomografija.

## Terapija
S obzirom da 20% ovakvih kila inkarcerira, pacijentu se savetuje, ukoliko se kila na vreme otkrije, elektivni hirurški zahvat.

## Literatura
- Doherty GM, Way LW, editors. Current Surgical Diagnosis & Treatment. 12th Edition. New York: Mcgraw-Hill; 2006.

## Spoljašnje veze
- Dečja hirurgija Архивирано на веб-сајту  (9. мај 2021)

|  | Molimo Vas, obratite pažnju na važno upozorenje u vezi sa temama iz oblasti medicine (zdravlja). |